# Naturschutzgemeinschaft Sylt
Die Naturschutzgemeinschaft Sylt e. V. (NSG) ist eine regionale Naturschutzorganisation auf der deutschen Nordseeinsel Sylt.
Die Naturschutzgemeinschaft Sylt wurde 1924 als Verein Naturschutz Sylt e. V. gegründet und fusionierte 1978 mit der Bürgerinitiative Sylt e. V., die 1970 von Gegnern des  Hochhausprojektes Atlantis gegründet worden war. Zu den Themen des Vereins gehören der Schutz, die Pflege und Entwicklung von Heide, sanfter Tourismus, regulierte Bebauung der Insel und der Müll auf Sylt, der Nationalpark Wattenmeer und Atomkraft bzw. Regenerative Energien.
Nach Angaben des Vereins sind die Hälfte der rund 400 Mitglieder Sylter. Neben einem hauptamtlichen Geschäftsführer arbeiten viele Ehrenamtliche und Mitarbeiter des Bundesfreiwilligendienstes, FÖJ-Mitarbeiter und Praktikanten in der Naturschutzarbeit mit.
Der Verein ist offizieller Schutzträger für die Naturschutzgebiete Morsum-Kliff und Braderuper Heide sowie für das Landschaftsschutzgebiet und „Geotop“ Morsum-Kliff.